# Toynton St Peter
Toynton St Peter – wieś i civil parish w Anglii, w Lincolnshire, w dystrykcie East Lindsey. W 2011 civil parish liczyła 256 mieszkańców.